# DJ Hurricane
Венделл Тимоти Файт (англ. Wendell Timothy Fite, род. 12 января 1965 года, Даллас, Техас), более известный под сценическим псевдонимом DJ Hurricane (с англ. — «Диджей Хёррикейн») — американский хип-хоп-диджей, музыкальный продюсер, рэпер. Он наиболее известен своей работой с группой Beastie Boys. Он был участником групп Solo Sounds и The Afros и записал три сольных альбома, в которых приняло участие много хорошо известных артистов, таких как Xzibit, Public Enemy, Kool G Rap, Black Thought, Papoose и Talib Kweli.

## Карьера
Один из ведущих нью-йоркских хип-хоп-артистов на вертушках, DJ Hurricane развивал свои навыки вместе с Run-D.M.C. в нью-йоркском районе Холлис в Куинсе. Поскольку старшая сестра Венделла, Pat Fite (Пэт Файт), и её парень Ди были диджеями в составе дуэта NYPD, то дома у Венделла находилось диджейское оборудование, а также постоянно устраивались вечеринки. Венделл часто смотрел, как его сестра играет на вертушках, и учился у неё первым навыкам диджеинга. Венделл начал рифмовать в возрасте 11 лет, поэтому ему нужен был хороший диджей, который умеет делать скрэтч. Его первый опыт хип-хопа был с Davy DMX, первым хип-хоп-диджеем из Холлиса. В 1979 году Davy DMX создал группу Solo Sounds, в состав которой входили MC Hurricane, Kool Tee (Tadone Hill), DJ Kippy-O (Kip Morgan), MC Butter Fly, DJ Gard, TuffSki, Tommy T и Mark The 45 King. Solo Sounds выступала на соседских вечеринках и промо мероприятиях Расселла Симмонса.
Хёррикейн и Джем Мастер Джей были лучшими друзьями в школе. Оба входили в состав местной команды Hollis Crew, выпустившей в 1985 году единственный сингл «It’s The Beat». Когда Джем Мастер Джей устроился на работу в качестве диджея для Run-D.M.C., он предложил Кейну присоединиться к туру. Являясь одним из телохранителей группы Run-D.M.C в туре «Raising Hell Tour» 1986 года, Хёррикейн подружился с группой Beastie Boys, которая выступала на разогреве в туре. В 1987 году концертный диджей группы Beastie Boys, Doctor Dré, покинул группу, поэтому они предложили Кейну стать их диджеем, на что он конечно же согласился и следующие 12 лет Кейн работал диджеем группы Beastie Boys (1986—1997).
Примерно в то же время, когда записывался альбом Beastie Boys Licensed to Ill, Хёррикейн отправился в студию с Davy D. и записал альбом Davy’s Ride (1987). Davy D позже станет выступать на разогреве у Beastie Boys во время тура 1987 года. В 1987 году DJ Hurricane выпустил на виниле свой первый сингл «Super Fight», который спродюсировал Davy D. В 1990 году с помощью Джем Мастер Джея DJ Hurricane снова объединился со своими старыми друзьями Kool Tee и DJ Kippy-O, чтобы создать новую группу The Afros («A Funky Rhythmic Organization Of Sounds»). Сначала они выпустили хит сингл «Feel It». Их дебютный и единственный альбом Kickin’ Afrolistics, выпущенный в 1990 году, стал первым релизом нового лейбла JMJ Records. В 1993 году вместе с Beastie Boys он внес свой вклад в песню «It’s The New Style» для альбома оказания помощи больным СПИДом No Alternative, выпущенным лейблом Red Hot Organization.
По мере того, как «Beasties» становились известными с каждым последующим альбомом в 1990-х, Хёррикейн одновременно находился в центре внимания, выпустив свой первый сольный альбом The Hurra на лейбле Grand Royal в 1995 году. Среди приглашённых артистов Beastie Boys, MC Breed и Sen Dog. Сингл «Stick ’Em Up» был первым синглом, он появился на саундтреке к фильму CB4 (1993) и Над кольцом (1994). Кейн основал свою собственную продакшн компанию Don’t Sleep Productions в 1999 году.
После расставания с «Beasties» перед выпуском их альбома Hello Nasty в 1998 году, Кейн был соавтором песни «Three MC’S and One DJ» для The Beastie Boys. Хёррикейн выпустил свой второй альбом Severe Damage на лейбле Wiija Records в Великобритании. Он был выпущен только в Великобритании и Азии. Третий сольный альбом Хёррикейна, Don’t Sleep, был выпущен на лейбле TVT Records и показал его гораздо более концептуально собранным и с широким кругом приглашённых артистов, включая Kool G Rap, Xzibit, Scott Weiland, Public Enemy, Rah Digga, Talib Kweli, Pharoahe Monch, Ad-Rock, Black Thought, Big Gipp, Hittman среди других. Кейн спродюсировал весь альбом. Трек «Come Get It» с участием американской рэп-группы Flipmode Squad достиг 73 места в чарте Billboard Hot R&B/Hip-Hop Songs.
В 2002 году после гибели Джем Мастер Джея DJ Hurricane отошёл от музыки, чтобы заняться воспитанием своих детей. С 2008 по 2012 год он гастролировал в качестве диджея для R&B-исполнительницы Faith Evans. В 2014 году Hurricane выпустил свою первую книгу «My Dreams Came True: (And Yours Can Too)». В 2015 году Хёррикейн создал на втором этаже своего дома в Атланте (штат Джорджия) шоу «Jay’s Hat Live». Каждую субботу к нему в дом приходили знаменитые рэперы и одевали фетровую шляпу Джем Мастер Джея, чтобы исполнить свои самые известные хиты. Шоу записывалось на видео и публиковалось на странице Кейна в Фейсбуке. Первым, кто надел такую шляпу, был рэпер C.L. Smooth. В ней он исполнил хит группы Run-D.M.C. «Down Wit The King». В 2014 году Кейн занялся продвижением молодого рэп-артиста по имени Samson. В 2015 году Hurricane объединился с русским диджеем DJ Spot для создания микстейпа The Eye Of The Storm и интервью для питерского журнала «Слово». В 2017 году DJ Hurricane принял участие в записи альбома The King & I, совместного альбома американской R&B-певицы Faith Evans и покойного рэпера The Notorious B.I.G. С 2017 года Кейн вместе со своей дочкой, Аяной Файт, снимается в телесериале Взросление хип-хопа: Атланта.

## Личная жизнь

### Семья
DJ Hurricane женат на Доун Файт и имеет четырёх детей по имени Jennifer, Jarell, Ayana и Quran. Его дочь Аяна Файт снималась в качестве одной из главных звёзд реалити-шоу под названием Взросление хип-хопа: Атланта на телеканале WE tv. Шоу посвящено жизни группы молодых людей, которые связаны с хип-хоп-знаменитостями 1990-х годов. Шоу также включает в себя дочерей других известных рэперов, таких как Jermain Dupri, Lil' Wayne и T.I.

## Дискография
Сольные альбомы
- 1995: The Hurra
- 1997: Severe Damage
- 2000: Don’t Sleep

с Davy D.
- 1987: Davy’s Ride

с Beastie Boys
- 1992: Check Your Head
- 1994: Ill Communication

## Чарты

### Синглы
| Год  | Сингл                                                      | Высшие позиции в чартах журнала Billboard | Высшие позиции в чартах журнала Billboard | Высшие позиции в чартах журнала Billboard | Высшие позиции в чартах журнала Billboard | Альбом      |
| Год  | Сингл                                                      | Hot R&B/Hip-Hop Songs                     | Hot R&B/Hip-Hop Singles Sales             | Hot Rap Songs                             | Bubbling Under R&B/Hip-Hop Singles        | Альбом      |
| ---- | ---------------------------------------------------------- | ----------------------------------------- | ----------------------------------------- | ----------------------------------------- | ----------------------------------------- | ----------- |
| 1999 | «Come Get It» (feat. Rah Digga, Rampage & Lord Have Mercy) | 73                                        | 20                                        | 8                                         | 10                                        | Don't Sleep |
| 2000 | «Connect» (with Xzibit, Big Gipp and Pharoahe Monch)       | 66                                        | 16                                        | 5                                         | —                                         | Don't Sleep |

## Фильмография

### Художественные фильмы
- 1988 — Tougher Than Leather («Жёстче, чем кожа») (16 сентября 1987 года) в роли самого себя
- 2019 — Killerman («Киллер») (30 августа 2019 года) в роли офицера в униформе

### Документальные фильмы
- 1986 — Big Fun In The Big Town («Большая Забава В Большом Городе») (30 ноября 1986 года) в роли Papa Run
- 2008 — 2 Turntables and a Microphone... (The Life and Death of Jam Master Jay) («2 Проигрывателя и Микрофон») (3 июня 2008 года) в роли самого себя
- 2018 — Marcia Clark Investigates The First 48: Jam Master Jay («Jam Master Jay: Первые 48 часов после убийства») (3 мая 2018 года) в роли самого себя
- 2018 — ReMastered: Who Killed Jam Master Jay? («Кто убил Джем Мастер Джея?») (12 октября 2018 года) в роли самого себя

### Телевидение
- 1990 — The Howard Stern Show (TV Series), эпизод «Sam Kinison» (21 июля 1990 года) в роли самого себя (как участник группы The Afros)
- 1990 — Soul Train (TV Series), эпизод «Body/The Afros/Midnight Star» (13 октября 1990 года) в роли самого себя (как участник группы The Afros)
- 1991 — In Living Color («В ярких красках»), эпизод «Compilations» (5 мая 1991 года) в роли самого себя (как участник группы The Afros)
- 2017—2019 — Growing Up Hip Hop: Atlanta (TV Series) в роли самого себя